# Entierro de Cristo (1559)
El entierro de Cristo es una pintura de Tiziano realizada en 1559 y encargada por el rey Felipe II de España. Se trata de un óleo sobre tela de 137x175cm que se conserva en el Museo del Prado de Madrid.
La obra representa la colocación del cuerpo de Jesús en el sepulcro. En ella se puede ver al apóstol Nicodemo que lo sujeta por los brazos, a José de Arimatea que lo hace por los pies y a su madre María, que ayuda sosteniendo el brazo con ternura. En la escena también aparecen María Magdalena y San Juan Evangelista.
La obra está considerada; "El primer ejemplo representativo del patetismo exasperado que caracteriza la pintura de temática cristiana del viejo Tiziano". Según algunos autores, en esta obra, como en otras, aflora la adhesión de Tiziano y de su círculo a una forma de disidencia religiosa que impregnará a gran parte del mundo cultural italiano.

## Descripción
En realidad, esta obra se trata de la segunda versión encargada por el rey Felipe II pues la primera se perdió en su viaje desde Venecia. La versión final la entregó el rey al Escorial en 1574 y fue colocada en la Iglesia Vieja,  el mismo lugar en el que se encontraban La adoración de los Reyes Magos y el Martirio de San Lorenzo reuniéndose así las tres obras de Tiziano en ese lugar.
No era la primera vez que Tiziano se ocupaba de la temática del entierro de Cristo. Por ejemplo, hay otra obra de igual temática que se conserva en el Prado y que fue un regalo del Senado Veneciano a Antonio Pérez secretario del rey. y otra más, ésta realizada de joven por encargo del Duque de Mantua, y de similares características se conserva en el Museo del Louvre en Paris. Sin embargo, con este último trabajo Tiziano logra una de sus obras maestras con la que inaugura el inicio de su «manera tardía». 
La escena se representa en diagonal dando un gran protagonismo al sarcófago tipo romano (ausente en la versión del Louvre) y a la rotunda y atlética figura de Cristo realzando su claridad con el sudario blanco en primer término y que ayuda a imprimir una gran carga dramática a la composición.
En 1837 la obra se trasladó del Escorial para formar parte de la colección del Museo del Prado.